# Dzwonicha
Dzwonycha (ukr. Дзвониха, hist. pol. Dzwonicha, Zwonicha) – wieś na Ukrainie, w rejonie winnickim obwodu winnickiego, na wschodnim Podolu.
W czasach I Rzeczypospolitej wieś leżała w województwie bracławskim w prowincji małopolskiej Korony Królestwa Polskiego. Odłączona od Polski w wyniku II rozbioru.

## Dwór
- parterowy, murowany dwór wybudowany pod koniec XVIII w. w stylu klasycystycznym przez Ignacego Jaroszyńskiego. Obiekt przebudowany na początku XX w.[4] Pałac posiadał od frontu cztery kolumny jońskie podtrzymujące trójkątny fronton, taras z kolumnami doryckimi do ogrodu, okrągły salon w stylu Ludwika XIII[5].